# Moffen (eiland)
Moffen is een net ten noorden van de 80e breedtegraad gelegen klein eiland aan de noordkant van het eiland Spitsbergen. Het ligt in de monding van de Wijdefjord.
Het eiland is vlak en steekt nergens meer dan twee meter boven het zeeoppervlak uit. Daardoor is het goed toegankelijk voor zeezoogdieren. Het eiland is beschermd, omdat het een van de belangrijkste rustplaatsen is voor walrussen. Van 15 mei tot 15 augustus mogen schepen niet in de buurt (binnen een straal van 300 meter) van het eiland komen.
Het eiland komt voor het eerst voor op een kaart gemaakt door Hendrick Doncker in 1655. Het eiland werd ontdekt door Nederlandse walvisjagers.
Het hele eiland maakt deel uit van Natuurreservaat Moffen, dat onderdeel is van het Nationaal Park Noordwest-Spitsbergen.
|  |